# Beloci, Stînga Nistrului
Beloci este un sat din Unitățile Administrativ-Teritoriale din Stînga Nistrului (Transnistria), Republica Moldova.
Conform recensământului din anul 2004, populația localității era de 524 locuitori, dintre care 85 (16.22%) moldoveni (români), 395 (75.38%) ucraineni si 38 (7.25%) ruși.